# CD300C
CD300C‏ (CD300c molecule) هوَ بروتين يُشَفر بواسطة جين CD300C في الإنسان.